# Janne Jalasvaara
Janne Jalasvaara, född 15 april 1984 i Uleåborg, är en finländsk professionell ishockeyspelare som spelar för Timrå IK i SHL. Hans moderklubb är Oulun Kärpät.